# The Slow Motion EP
The Slow Motion EP o The Slow Motion, es el segundo extended play de la banda, y el cuarto trabajo discográfico desde su vuelta en 2013. El disco contiene 4 canciones, y será lanzado para todas las plataformas digitales el día 10 de febrero. Kendall Schmidt publicó a través de sus redes sociales y de la banda, un video donde presenta el tracklist del EP el día 31 de enero.

## Promoción del disco
El día 13 de enero, HD libera a través de las plataformas digitales el sencillo  Living Room , junto con el vídeo a través de Youtube. El 10 de febrero sale el álbum a medianoche para todo el mundo, a través de todas las plataformas.

## Lista de canciones
| N.º | Título                    | Escritor(es)                 | Duración |  |
| 1.  | «Slow Motion»             | Kendall Schmidt, Dustin Belt | 4:18     |  |
| 2.  | «Living Room»             | Schmidt, Belt                | 3:03     |  |
| 3.  | «Fingers Crossed»         | Schmidt, Belt                | 3:23     |  |
| 4.  | «Heights (It Reminds Me)» | Schmidt, Belt                | 3:16     |  |